# Schloss Veitshöchheim

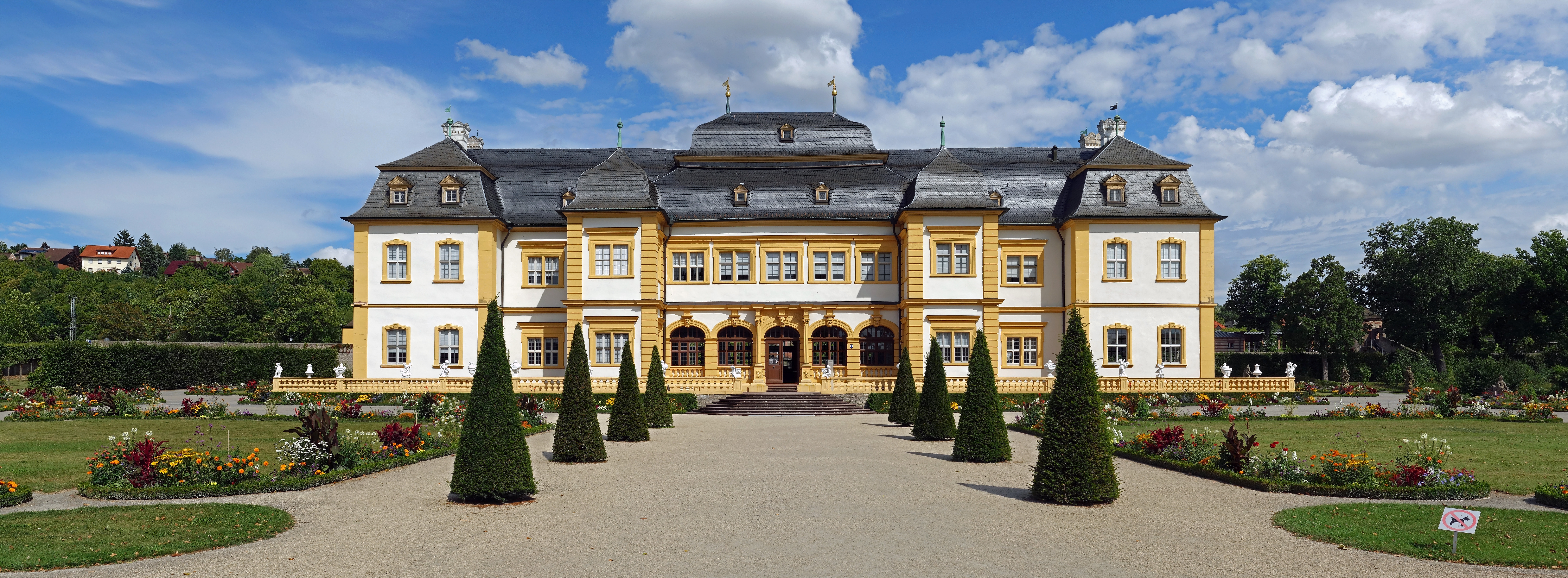
Vorderansicht

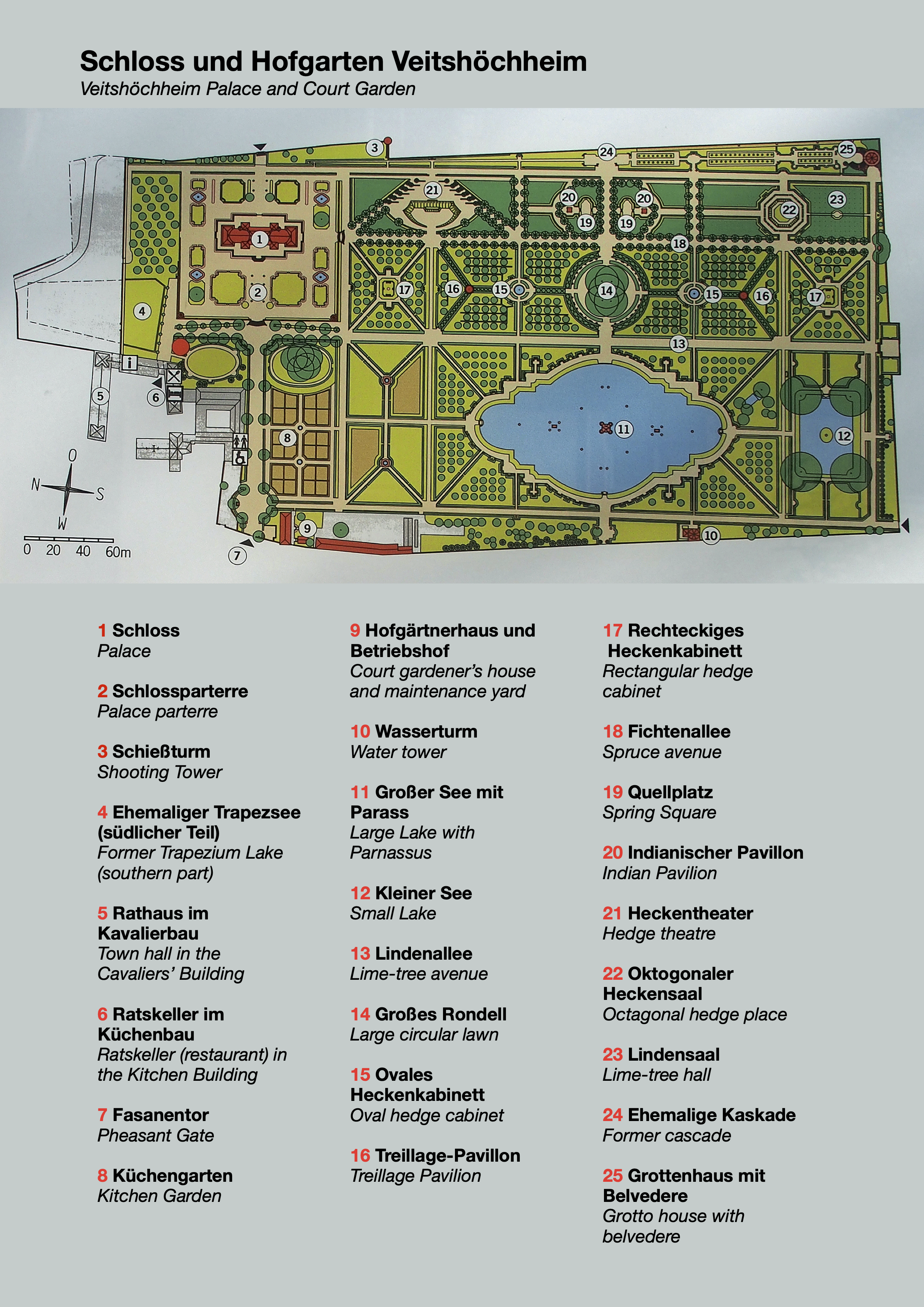
Übersichtsplan Schloss und Hofgarten

Das Schloss Veitshöchheim ist eine ehemalige Sommerresidenz der Fürstbischöfe von Würzburg, später der Könige von Bayern, in Veitshöchheim bei Würzburg. Bekannt ist die Schlossanlage für den umgebenden Rokokogarten.

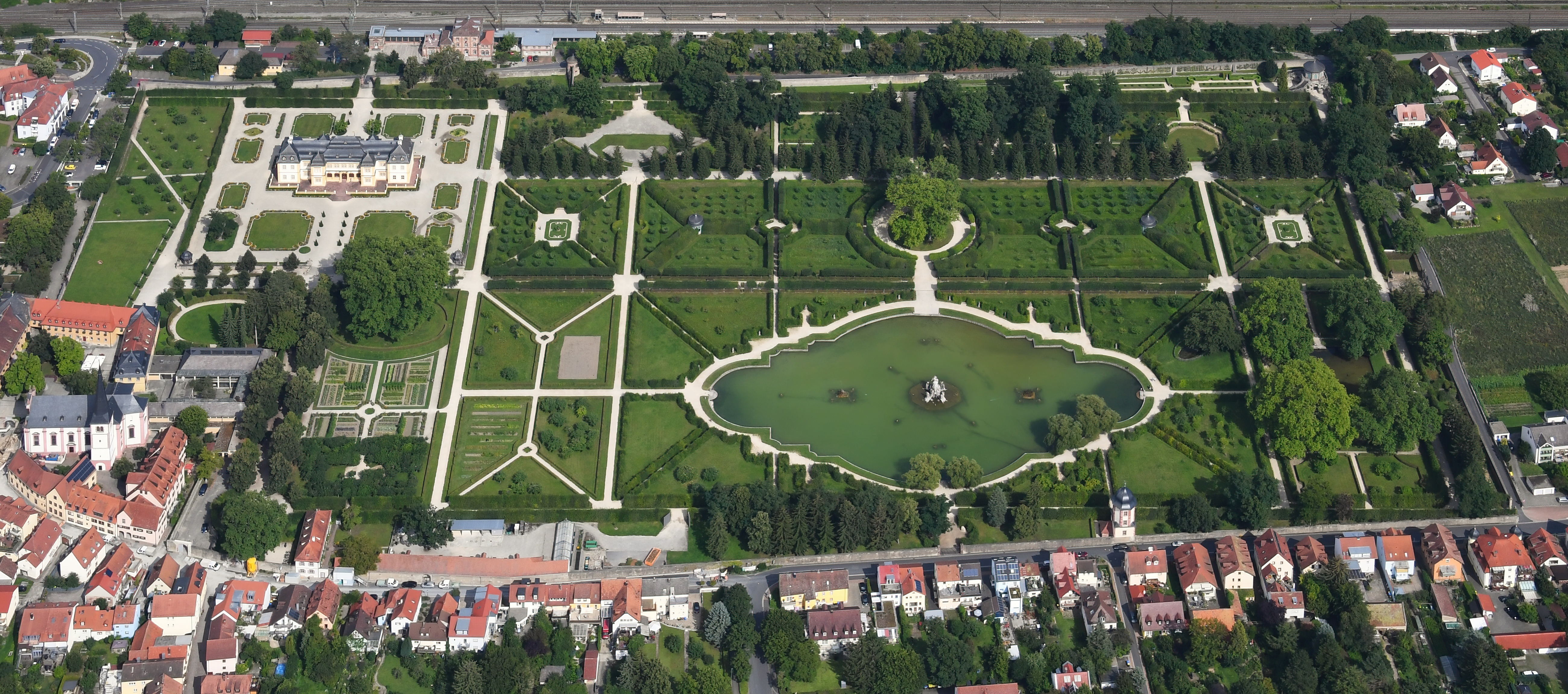
Luftbild Schloss und Hofgarten Veitshöchheim

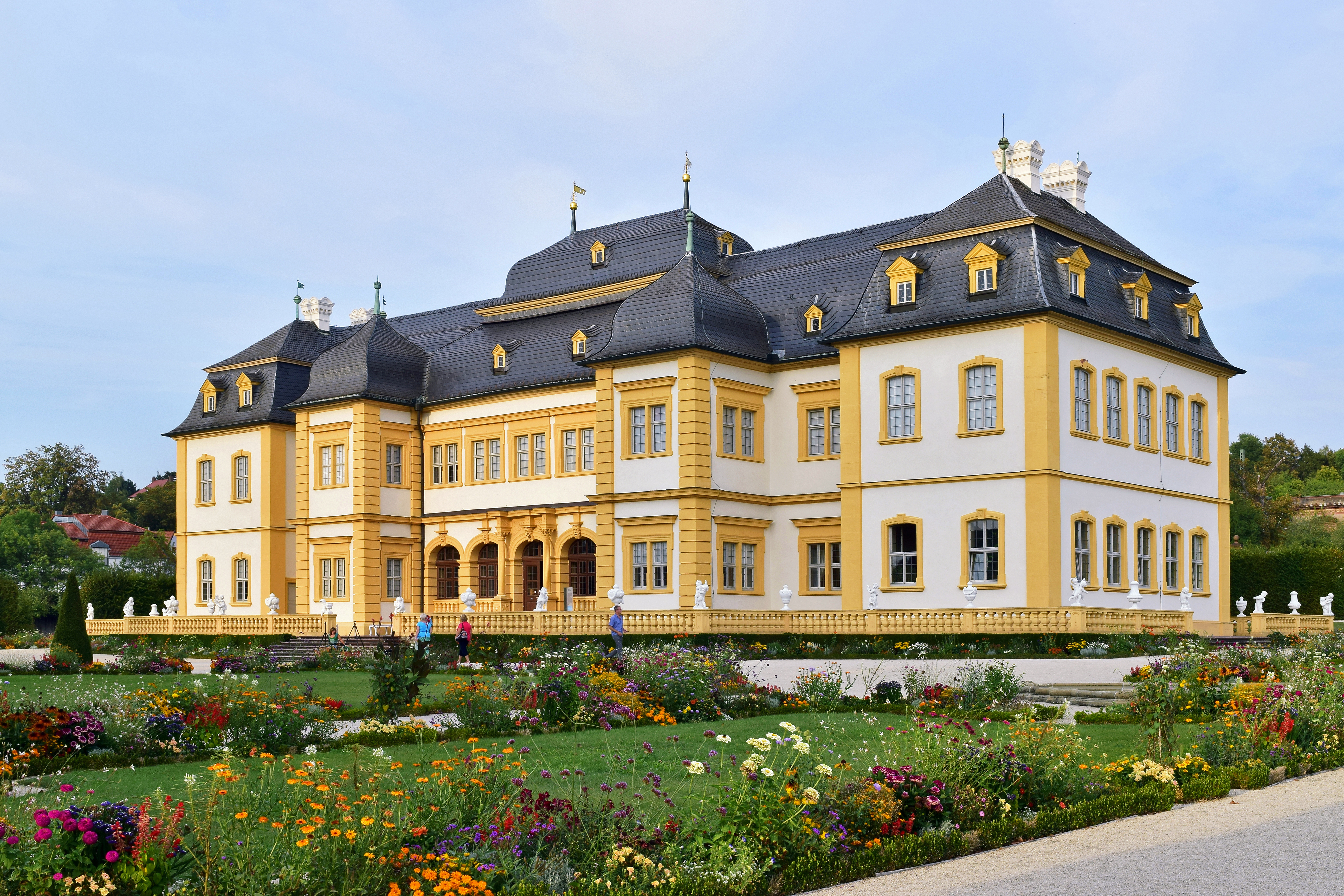
Schloss Veitshöchheim

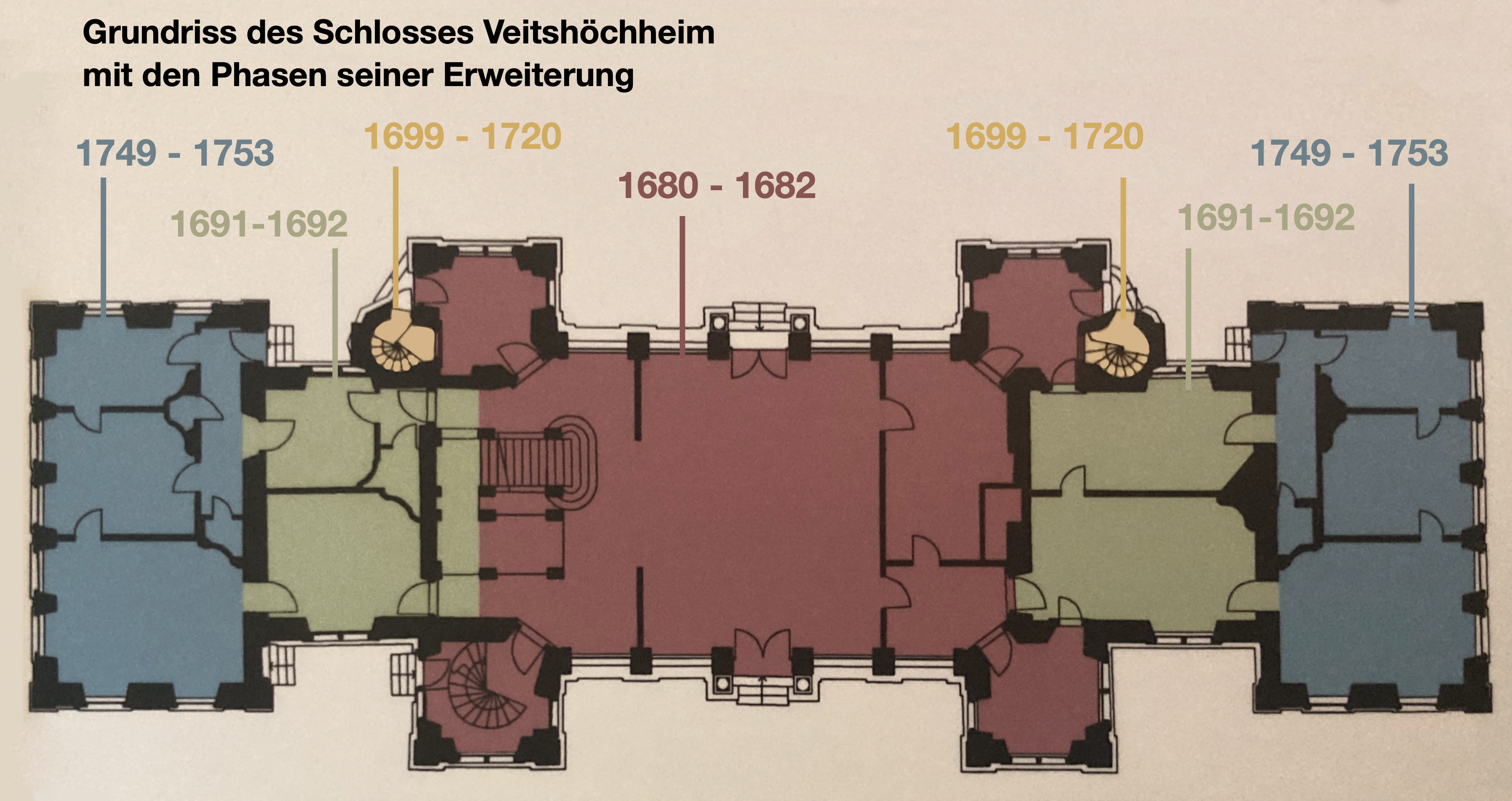
Grundriss des Schlosses Veitshöchheim mit den Phasen seiner Erweiterung

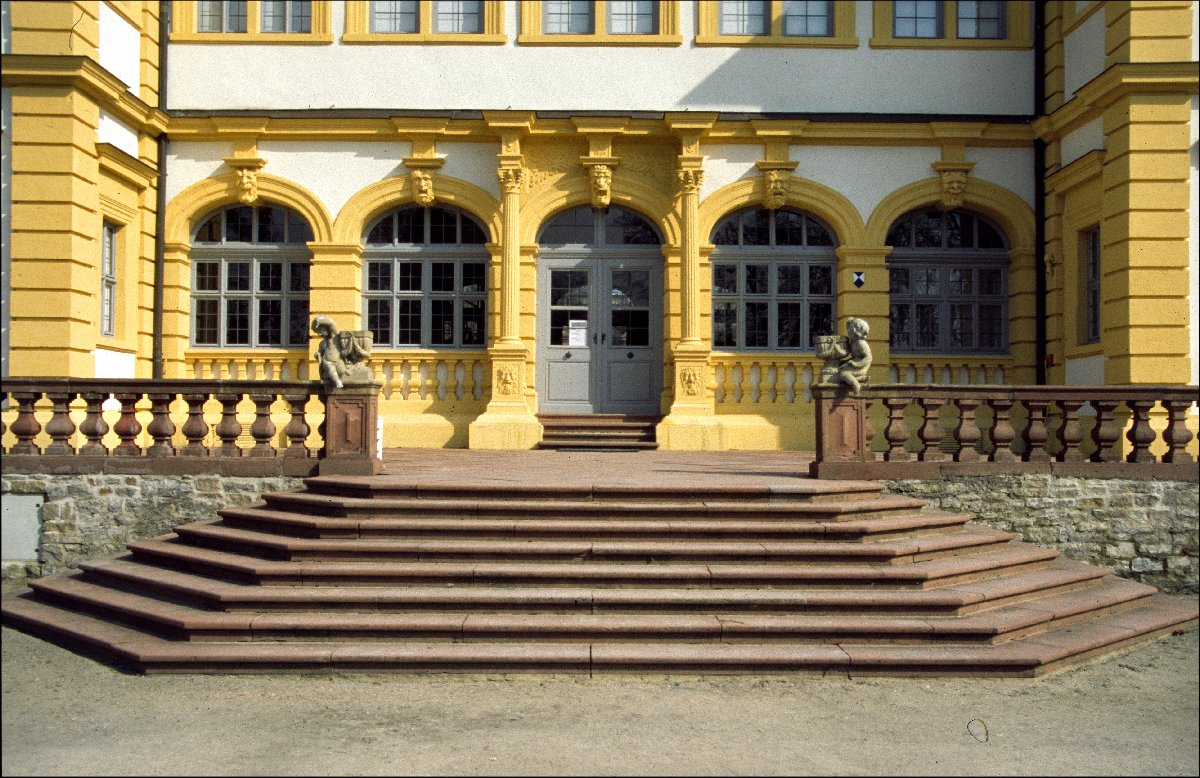
Schlosstreppe

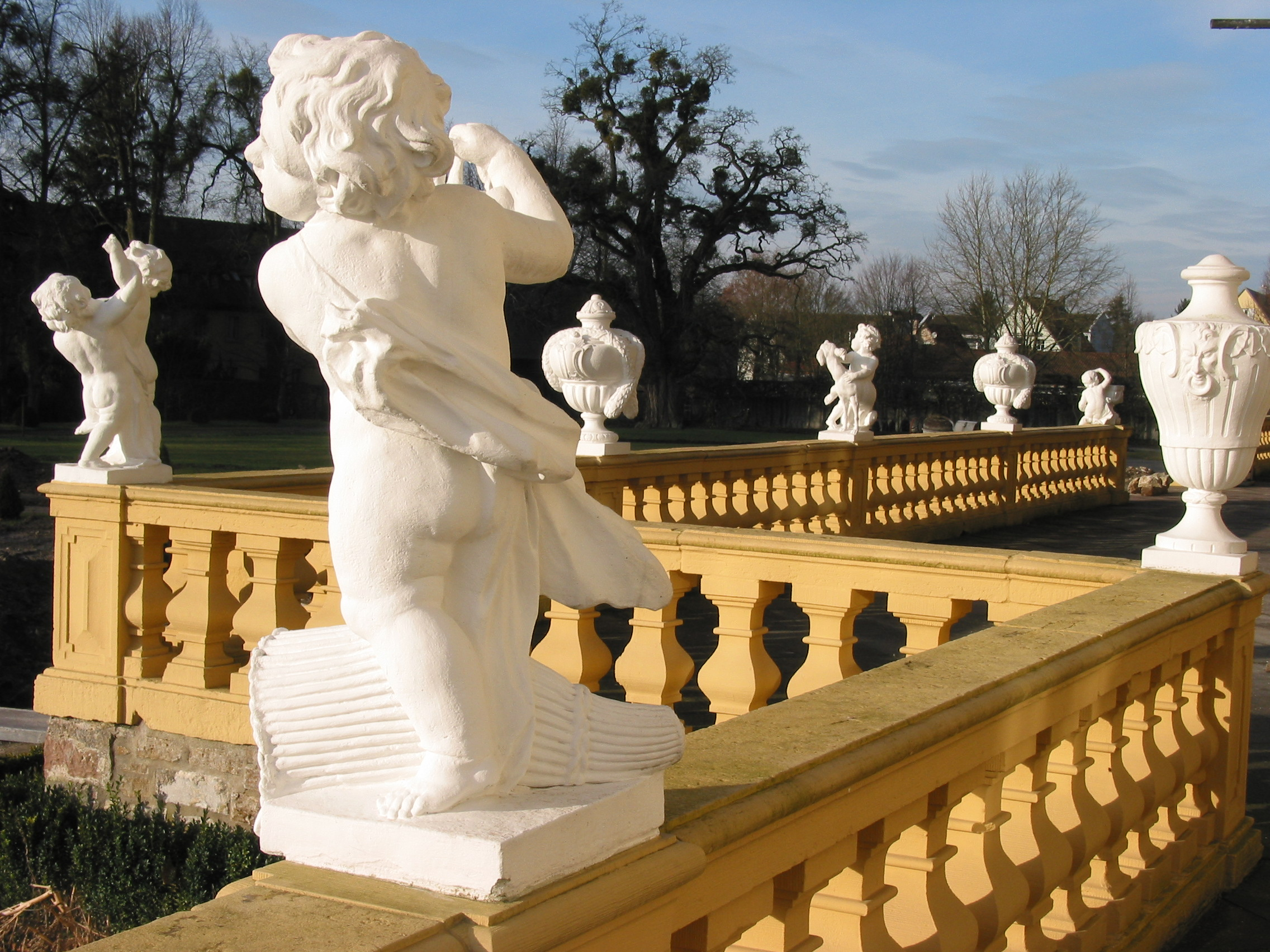
Balustrade mit Putten und Vasen

## Geschichte

### Bau
Die Anfänge des Schlosses werden im Erdgeschoss bezeugt, wo 1680–1682 eine Halle mit fünf Arkadenbögen der Fürstbischöfe von Würzburg erhalten ist. Sie diente als Schutz nach der Jagd. Der heute zweigeschossige Bau trägt auch noch die vier Erkerrisalite des älteren Gebäudes. Am Bau waren vermutlich der Architekt Antonio Petrini sowie sicher der Werkmeister Heinrich Zimmer beteiligt. Später erfolgte eine Erweiterung um zwei Fensterachsen und um ein repräsentatives Obergeschoss, die von vier Ecktürmchen begrenzt wurden. 1753 gab Balthasar Neumann dem Bauwerk sein heutiges Aussehen: Er baute seitliche Pavillons an, überwölbte das Ganze mit dem markanten schwungvollen Dach und fügte im Innern eine repräsentative Treppe ein.
Um das ganze Schloss verläuft eine mit Vasen und Puttengruppen von Johann Peter Wagner geschmückte Balustrade.
Aus barocker Zeit stammen sämtliche Fußböden; auch Teile der barocken Innenausstattung sind erhalten, die einen Flügel des Obergeschosses schmücken: ein Speisezimmer mit Spieltischen, ein Billardzimmer, ein Arbeitszimmer, ein Wohnzimmer, ein Schlafzimmer mit Retirade, die über eine spätere Ausstattung verfügt. In allen Räumen befindet sich noch der originale Stuck von Antonio Giuseppe Bossi. Die seidenen Wandbespannungen wurden größtenteils in Lyon nach originalen Mustern rekonstruiert, nur im Wohnzimmer hängt noch die originale Wandbespannung in der seltenen Ikat-Technik.
Im Treppenhaus ist eine Kapelle eingerichtet. Den mit fantastischen Farbübergängen verzierten Stuckaltar schuf ebenfalls Antonio Bossi. Ein wandelbarer Gebetsstuhl ist erhalten. Die originale Tapete aus Ziegenleder mit Prägedruck und Goldornamenten wurde zum Schutz vor Feuchtigkeit ausgelagert. Auch eine kleine Küche findet sich dort, die zum Anrichten der Speisen bestimmt war.
Von den Schlafzimmern auf beiden Seiten gelangt man jeweils in einen Kammerdiener-Raum und weiter auf kleine Außen-Balkone, die um die Wohnräume herum zurück ins Treppenhaus führen.

### Nutzung
Von 1806 bis 1814 war das Schloss Sommerwohnsitz des Großherzogs Ferdinand III. von Toskana, Kurfürst und Großherzog von Würzburg. Er ließ einige Räume im zeitgenössischen Empire-Stil einrichten. Fünf davon werden heute im Obergeschoss in originaler Ausstattung gezeigt: ein Vorzimmer mit anschließendem Arbeitszimmer, ein Wohnzimmer mit seltener Blumenetagere, ein Schlafzimmer und ein Turmzimmer. Bemerkenswert sind die alten bedruckten Papiertapeten mit detaillierten Pflanzenmotiven. Daran arbeitete die Firma Sattler aus Schonungen mit, die das Schweinfurter Grün unter Beimischung von Arsen („Giftgrün“) herstellte, um Leuchtkraft und Haltbarkeit der Farbe zu steigern. Die erhaltenen Möbelstücke aus Kirsch-, Zwetschgen- und Eibenholz und die Öllampen aus Alabaster vervollkommnen den klassizistischen Eindruck.
Mit der Aufhebung des Großherzogtums Würzburg im Jahre 1814 kam der Besitz an die bayerischen Könige, die das Schloss entgegen verbreiteter anderer Meinung in der Heimatliteratur aber nur selten benutzten. Dagegen war es ein beliebtes Ausflugsziel für die Würzburger.

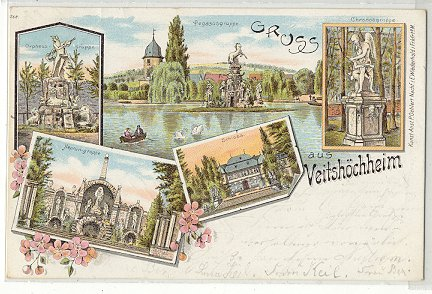
Der Hofgarten auf einer Ansichtskarte des späten 19. Jahrhunderts

Dafür erhielt der Bahnhof Veitshöchheim ein außergewöhnliches Empfangsgebäude, repräsentativ, wie für einen Badeort, mit Königspavillon, letzterer in der Achse zum Schloss. Empfangsgebäude und Königspavillon sind mit einem Wandelgang verbunden. Das Gebäude wird von der Gemeindebibliothek genutzt.
Nach dem Ersten Weltkrieg 1918 fielen Schloss und Garten an den Freistaat Bayern, der das Schloss seit 1932 als Museum zum Besichtigen öffnet.
2001–2005 wurde das Schloss aufwändig restauriert und kann von April bis Oktober besichtigt werden; Veranstaltungen sind dort ebenfalls möglich.

## Hofgarten

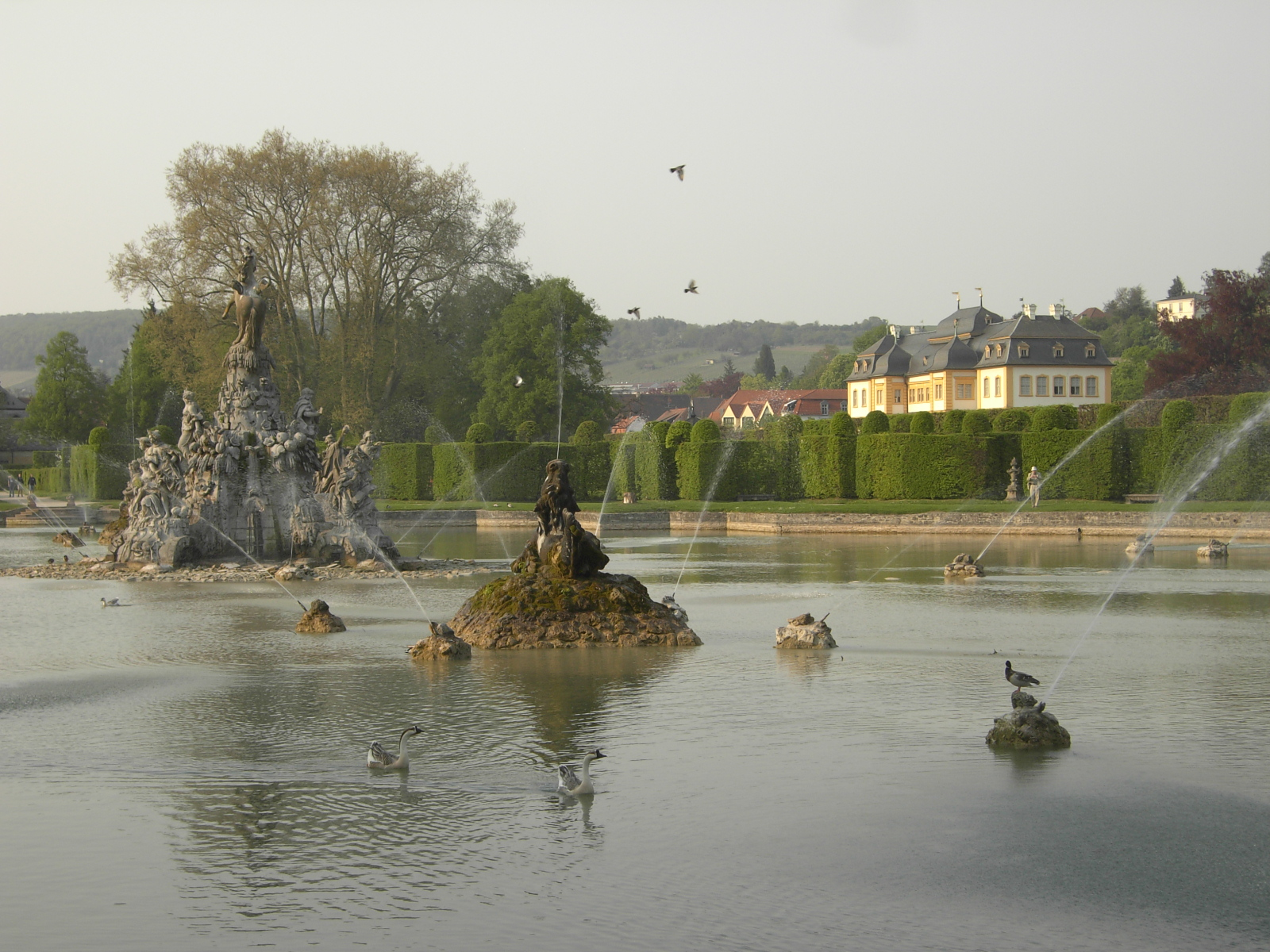
Schloss vom Großen See im Schlossgarten aus gesehen, links im See der Musenberg Parnass

Seit dem 16. Jahrhundert lassen sich in Veitshöchheim zwei Schlösschen nachweisen, mit einem Gehege für Fasanen und wohl auch Rotwild. 1681 ließ Fürstbischof Peter Philipp von Dernbach Grundstücke ankaufen, um diesen „Hochfürstlichen Thier Garten“ zu erweitern. 1680/82 wurde der Kern des heutigen Schlosses erbaut. 1702/03 machte Johann Philipp von Greiffenclau aus der Fasanerie einen Lustgarten: Das dernbachsche Schlösschen wurde hergerichtet und zu einem Sommerhaus umgebaut, es erhielt ein Parterre, die Fläche nach Süden wurde zu einem Baum- oder Boskettgarten mit dem „Großen See“ umgestaltet. 1748/49 wurden die alten Wasserschlösschen niedergelegt und durch einen Kavalierbau und weitere Ökonomiebauten ersetzt. Der stark heruntergekommene Garten wurde – unter Beibehaltung der Planung von 1702 – durch Carl Philipp von Greiffenclau „in gehörigen Stand gebracht“. Dessen Nachfolger Fürstbischof Adam Friedrich von Seinsheim leitete 1763 – nach dem Ende des Siebenjährigen Krieges – die Neugestaltung des Gartens ein. Der Hofgarten wurde nun in verschwenderischer Fülle mit Brunnen, etwa 300 Sandsteinskulpturen der Hofbildhauer Johann Wolfgang van der Auvera, Ferdinand Tietz und Johann Peter Wagner sowie zahlreichen Wasserspielen ausgestattet und ist eine der wenigen Anlagen im französischen Rokokostil in Deutschland, die noch erhalten sind. Als weitere Elemente finden sich Heckensäle, Lauben, Pavillons und Rondells sowie künstliche Ruinen. Die Grottenanlage ist vergleichbar mit der in dem Boboli-Garten des Palazzo Pitti in Florenz; sie wurde von Johann Philipp Geigel und Materno Bossi gestaltet.
Im 19. Jahrhundert entging der Park nur knapp der Zerstörung: Beim Bau der Ludwigs-West-Bahn hatten die Ingenieure als optimale Trassenführung die zentrale Allee des Parks ausgemacht, in der das Gleis verlegt werden sollte. Dies wurde durch das Veto König Ludwigs I. verhindert, der eine – wenn auch topografisch etwas ungünstigere – Streckenführung um den heute 12,5 Hektar großen Hofgarten in Veitshöchheim herum anordnete. Verwalter des Hofgartens war zu dieser Zeit der spätere Hofkavalier und Verwalter von Schloss Fantaisie in Bayreuth, Werner Karl von Droste zu Hülshoff (1804–1881), ein älterer Bruder von Therese Dahn und Constantin Maria von Droste zu Hülshoff.

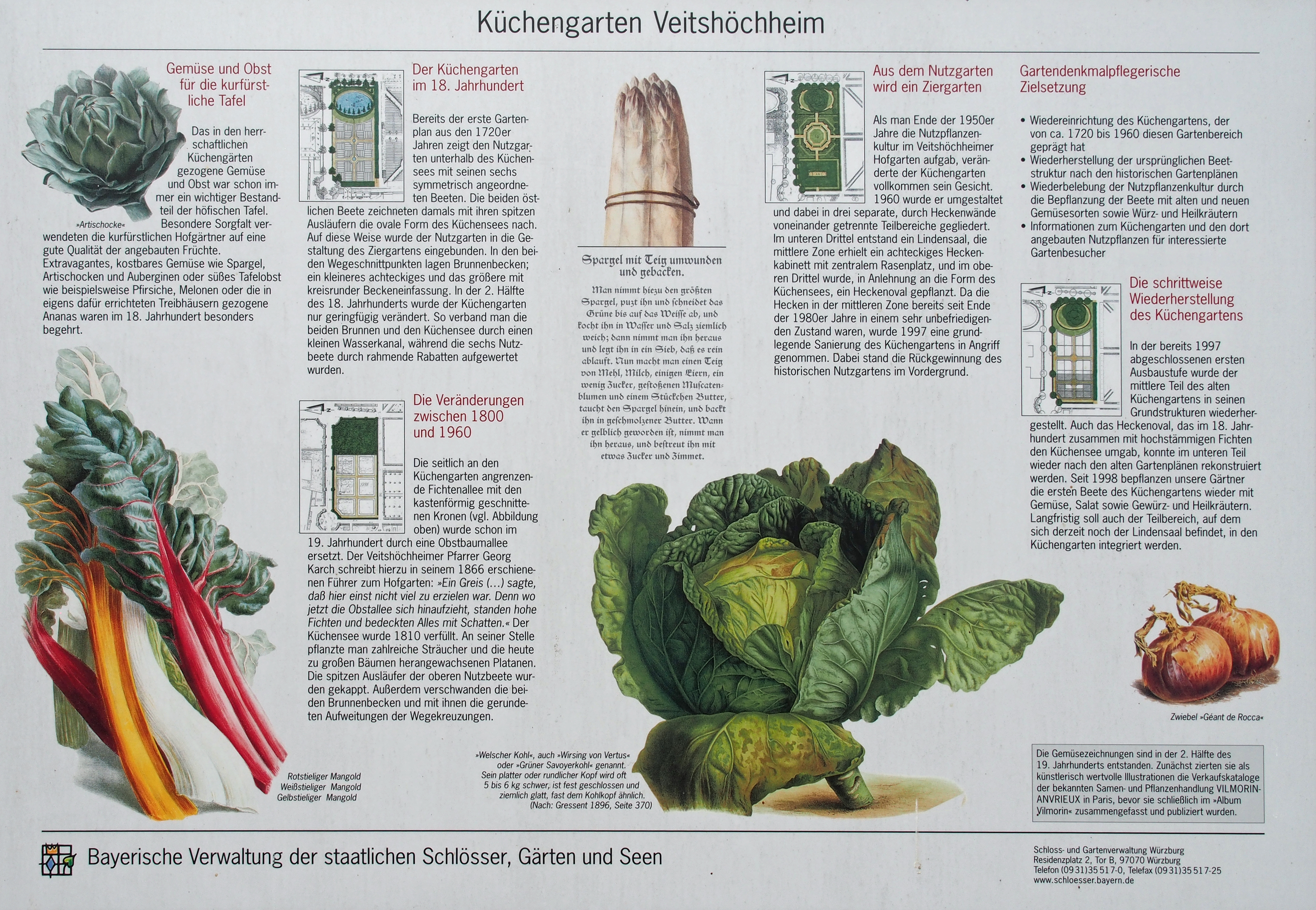
Küchengarten Veitshöchheim

Die Bayerische Schlösserverwaltung stellte ab etwa 1990 den historischen Küchengarten wieder her, der als „grünes Archiv“ vergessene Obst- und Gemüsesorten erhält: Alte Gemüse- und Salatsorten, Gewürze, Heilkräuter. Neben Artischocken, Auberginen und Melonen findet man Mohn, Winterportulak und Ysop sowie seltene Obstsorten wie Goldparmäne, Gewürzluiken, Champagnerrenette und Gelben Bellefleur. Hofgärtner Johann Prokop Mayer (1737–1804) hatte hier, wie auch im Hofgarten der Würzburger Residenz, Formobstbäume mit „Kesselkronen“ eingeführt, die besser mit Nährstoffen versorgt und intensiver der Sonne ausgesetzt sind. Wärmebedürftige Arten wie Pfirsich, Quitte und Birne wuchsen, in verschiedene Formen gebracht, an Spalierzäunen vor schützenden Mauern.